# Aérodrome de Djougou
L'Aérodrome de Djougou (code IATA : DJA • code OACI : DBBD) est un aérodrome à usage public, situé près de la ville de Djougou, dans le département de la Donga, au Bénin,.

## Situation
'
| \| 20 km1:1 857 000 \| Bembèrèkè Cana Cotonou-Cadjehoun Djougou Kandi Natitingou Parakou Porga Savè |
| 20 km1:1 857 000                                                                                    |

Carte statique des aéroports du Bénin.Carte dynamique des aéroports du Bénin.